# المخطط الأزرق (المغرب)
المخطط الأزرق هو مشروع استثماري بمبادرة من الحكومة المغربية في عام 2001، حيث يهدف إلى تعزيز السياحة في المغرب من خلال تطوير ست منتجعات ساحلية؛ خمس منها على ساحل المحيط الأطلسي والآخر على ساحل البحر الأبيض المتوسط. تم إطلاق المشروع من أجل تحقيق «رؤية 2010» الاستراتيجية التي تهدف إلى جذب ما يزيد عن 10 مليون زائر سنويا إلى المغرب.
إستراتيجية المخطط الأزرق كانت تهدف أيضا إلى بناء 10 ملاعب لرياضة الغولف، إلا أن المشروع عانى من عدة نكسات وتأخر كثيرا بسبب الصعوبات والضوائق المالية بالإضافة إلى انعدام التسويق.

## ميديتيرانيا-السعيدية

### المشروع
ميديتيرانيا-السعيدية هو المنتجع الوحيد ضمن المشروع والذي يقع على ساحل البحر الأبيض المتوسط بمساحة تُقدر بـ 7,000,000 متر مربع، تم إطلاق المشروع عام 2005 من قبل الشركة الإسبانية المطورة فاديسا، وكان من المقرر الانتهاء منه عام 2009 إلا أن ذلك لم يحصل بسبب صعوبات في التسويق والتمويل وعدم الاتفاق.

### انتقادات
تم بناء منتجع ميديتيرانيا-السعودية بالقرب من واحدة من أكثر النقاط سُخونة في المغرب، وقد أثر هذا نوعا ما في استقطاب السياح وما زاد من تأزيم الأوضاع قُربه أمام مصب واد ملوية الذي تُحيط به كثبان رملية وغابات تحتوي على أنواع نادرة من الكائنات؛ وقد عجل بناء الشركات والعقارات قُرب الغابة في انقراض تلك الكائنات مما عرض المشروع لانتقادات كثيرة بسبب سوء التخطيط البيئي الذي تسبب في غزو الغابة وتهجير آلاف الحيوانات منها بل ساهم في تقليص المساحات الطبيعية بشكل «رهيب».

## ميناء ليكسيس (منتجع)
منتجع ليكسيس هو منتجع أقل كثافة من ميديتيراينيا-السعيدية حيث يقع بالقرب من العرائش في شمال ساحل المحيط الأطلسي، وقد شملت خطة المخطط الأزرق هذا المنتجع من خلال إنشاء ملعبي غولف كبيرين يضمان 18 حفرة، بالإضافة إلى مرافق رياضة وترفيهية أخرى كما شمل المشروع العديد من الفنادق والشقق الفاخرة والفيلات.
شركة ساليكسيس كونسوريتوم البلجيكية-الهولندية هي المطور لهذا المنتجع؛ وقد تقاضت مبلغ 1 مليار دولار مقابل تشييده حيث بلغت مساحته 4,620,000 متر مربع؛ وتم الانتهاء منه بحلول عام 2015 (تأخر خمس سنوات).

## مازاغان
يقع منتجع مازاغان إلى الجنوب من الدار البيضاء وبالتحديد قُرب مدينة الجديدة على ساحل المحيط الأطلسي. بدأت أعمال بناء وتشييد هذا المنتجع في أواخر عام 2007؛ حيث شمل بناء اثنين من الكازينوهات ثم ملاعب الغولف على بعد 15 كم من الشاطئ بالإضافة إلى العديد من الفنادق الفاخرة والخاصة.

## موكادور الصويرة
موكادور الصويرة هو رابع مُنتجع فخم في إطار المخطط الأزرق، حيث يقع على مساحة 5,700,000 متر مربع ويشمل ملعبي غولف مع المزيد من المنازل والفنادق.

## تغازوت
يقع منتجع تغازوت شمال أكادير، حيث يضم عدة فنادق 4 و 5 نجوم، ثم ملعبي غولف والعديد من المباني السكنية والترفيهية ومرافق التجزئة. يُشار إلى أن المرحلة الأولى من بناء المنتجع انتُهي منها عام 2008.

## بلايا بلانكا
بلايا بلانكا هو آخر منتجع ضمن مشروع المخطط الأزرق، حيث شمل المشروع تطوير العديد من المباني والهيئات من طرف شركة فاديسا التي طورت وشيدت منتجع ميديتيرانيا-السعيدية من قبل.